# Christian Stark
Christian Stark (* 9. März 1968 in Hamburg) ist ein deutscher Schauspieler, Synchron- und Hörspielsprecher.

## Leben
Christian Stark ist seit 1977 als Hörspiel- und Synchronsprecher tätig. Nach dem Abitur entschied er sich, in die Fußstapfen seines Vaters zu treten und absolvierte eine Schauspielausbildung. Er ist in zahlreichen Hörspielen (z. B. Peter Lundt), Spielfilmen und Fernsehserien (z. B. Baywatch – Die Rettungsschwimmer von Malibu) zu hören. Zudem arbeitet Stark auch erfolgreich als Dialogbuchautor und Synchronregisseur.
2006 übernahm er eine der Hauptrollen in der Hörspielserie Die Schwarze Sonne von Lausch, von der bis 2010 insgesamt zehn Folgen veröffentlicht wurden. Von 2009 bis 2021 hörte man ihn ebenfalls als Titelcharakter in der erfolgreichen Kinderserie Thomas, die kleine Lokomotive. Er ist auch der Sprecher von Richard Hammond in The Grand Tour.
Starks Vater ist der Schauspieler und Synchronsprecher Horst Stark.

## Synchronarbeiten
- 1985: Shavar Ross in Freitag der 13. – Ein neuer Anfang als Reggie
- 1989: Vince Cupone in Freitag der 13. Teil VIII – Todesfalle Manhattan als Street Urchin
- 1990: Jarred Blancard in Stephen Kings Es als Henry Bowers
- 1991: Henry Thomas in Psycho IV – The Beginning als Norman Bates
- 1994: Bonnie Mak  in Highlander III – Die Legende als Hooker
- 1995: Christopher Collet in Die Langoliers als Albert Kaussner
- 1997: Alexis Denisof in Die Scharfschützen – Folge 13 bis 14 als Richard Sharpe
- 1998: Jason Adelman in Talisman – Das Böse stirbt niemals als Burke
- 1999: Michael Buie in Logan: Im Hotel des Todes als Detective Higgs
- 1999: Michael Buie in Logan: Das zweite Gesicht als Detective Higgs
- 2000: Kristian Ayre in Die Unicorn und der Aufstand der Elfen als Sebastian
- 2000: Dylan Kussman in Way of the Gun als Dr. Allen Painter
- 2001: Nao Omori in Ichi the Killer als Ichi
- 2001–2006: Myles Pollard in McLeods Töchter als Nick Ryan
- 2003: Rainn Wilson in Haus der 1000 Leichen als Bill Hudley
- 2005–2009: Genie in the House als Adil, der Flaschengeist
- 2007: Jean Dujardin in 39,90 als Octave Parango
- 2009–2021: Thomas, die kleine Lokomotive als Thomas
- 2011: Kirk Acevedo in Der jüngste Tag als Dr. James Preston
- 2011: T. R. Knight in Vater wider Willen als Jeff
- 2014: Colin Hanks in Fargo als Gus Grimly
- 2015: Mahōka Kōkō no Rettōsei als Tatsuya Shiba
- seit 2016: Richard Hammond in The Grand Tour
- 2016: Alexander Kowrischnych in Bremer Räuber
- 2017: Die Säulen der Erde als Jack
- seit 2018: Seamus Dever in Titans als Trigon/Captain Frank Finney
- 2020: Unax Ugalde in La Valla – Überleben an der Grenze als Hugo Mujica
- 2020: Omar Maskati in Evil Eye als Sandeep Patel
- 2021: Masters of the Universe – Revelation als He-Man/Prince Adam

## Hörbücher und Hörspiele (Auswahl)
- 2002/2003: 4 1/2 Freunde (2 Folgen), Rolle: Mike, Regie: Thomas Karallus.
- 2013: Andreas Winkelmann: Höllental (gemeinsam mit Bernd Hölscher), Der Hörverlag, ISBN 978-3-8445-1087-4